# ليسوم سيموني
ليسوم سيموني (الاسم العلمي:Illicium simonsii) هو نوع نباتي يتبع جنس الليسوم من فصيلة الشزندرية.